# АрселорМитал
АрселорМитал (ArcelorMittal) е люксембургска металургична компания, най-големият производител на стомана в света с произведени през 2006 година 117,2 милиона тона необработена стомана. Образувана е през 2006 година със сливането на нидерландската компания Митал Стийл и люксембургската Арселор. Председател и главен изпълнителен директор на АрселорМитал е Лакшми Митал.

## Глобално Присъствие
АрселорМитал има глобално присъствие и оперира в Северна и Южна Америка, Европа, Азия и Африка. Минните дейности на компанията се извършват в страни като Бразилия, Канада, Либерия, Мексико, Южна Африка и Украйна. Продуктите на компанията се продават на различни клиенти в автомобилната, строителната, енергийна и машиностроителна индустрия.

## Финансови Показатели и Ръководство
През 2023 година, приходите на АрселорМитал възлизат на 68.3 милиарда долара, което е намаление от 14.5% в сравнение с предходната година. Компанията има над 126,000 служители по целия свят. Главният изпълнителен директор на компанията е Адитя Митал (Aditya Mittal), а Лакшми Митал (Lakshmi Mittal) е председател на борда на директорите.